# ينس فونك
ينس فونك (بالإنجليزية: Jens Funke)‏ هو منتج أسطوانات وكاتب أغاني وموسيقي أمريكي، ولد في 21 ديسمبر 1976 في باسيفيك بلسيدس، لوس أنجلوس ‏ في الولايات المتحدة.

## روابط خارجية
- ينس فونك على موقع IMDb (الإنجليزية)
- ينس فونك على موقع قاعدة بيانات الفيلم (الإنجليزية)